# كرايغ مادن
كرايغ مادن (بالإنجليزية: Craig Madden)‏ هو لاعب كرة قدم ومدرب كرة قدم بريطاني، ولد في 25 سبتمبر 1958 في مانشستر في المملكة المتحدة. لعب مع نادي بلاكبول ونادي بوري ونادي ريكسهام ونادي يورك سيتي ووست بروميتش ألبيون.

## وصلات خارجية
- كرايغ مادن على موقع قاعدة بيانات كرة القدم.إي يو (الإنجليزية)